# 澌岸镇
澌岸乡，是中华人民共和国四川省巴中市平昌县下辖的一个乡镇级行政单位。

## 行政区划
澌岸乡下辖以下地区：
中和村、梭滩村、先峰村、民主村、金包村、娱乐村、团结村、米粉村、新民村和澌岸沱村。